# Municipio de Liberty (condado de Van Buren)
El municipio de Liberty (en inglés: Liberty Township) es un municipio ubicado en el condado de Van Buren en el estado estadounidense de Arkansas. En el año 2010 tenía una población de 240 habitantes y una densidad poblacional de 0,95 personas por km².

## Geografía
El municipio de Liberty se encuentra ubicado en las coordenadas 35°31′10″N 92°44′4″O / 35.51944, -92.73444. Según la Oficina del Censo de los Estados Unidos, el municipio tiene una superficie total de 252.66 km², de la cual 251,42 km² corresponden a tierra firme y (0,49 %) 1,23 km² es agua.

## Demografía
Según el censo de 2010, había 240 personas residiendo en el municipio de Liberty. La densidad de población era de 0,95 hab./km². De los 240 habitantes, el municipio de Liberty estaba compuesto por el 96,67 % blancos y el 3,33 % eran de una mezcla de razas. Del total de la población el 7,08 % eran hispanos o latinos de cualquier raza.